# Collector 92
Albums de Indochine
Le Baiser
(1990) Un jour dans notre vie
(1993)
Collector 92 est le deuxième album live du groupe de pop rock français Indochine. Ce dernier est sorti en 1992 et s'est vendu à 500 exemplaires, étant uniquement réservé pour les membres du fan-club de l'époque.

## Liste des titres
| Disque | Disque                          | Disque        | Disque                             | Disque | Disque | Disque | Disque | Disque | Disque |
| No     | Titre                           | Paroles       | Musique                            | Durée  |        |        |        |        |        |
| ------ | ------------------------------- | ------------- | ---------------------------------- | ------ | ------ | ------ | ------ | ------ | ------ |
| 1.     | Paris Brûle-T-Il ?              | Nicola Sirkis | Dominique Nicolas                  | 6:12   |        |        |        |        |        |
| 2.     | La Machine À Rattraper Le Temps | Nicola Sirkis | Dominique Nicolas                  | 3:49   |        |        |        |        |        |
| 3.     | La Guerre Est Finie...          | Nicola Sirkis | Dominique Nicolas, Stéphane Sirkis | 4:22   |        |        |        |        |        |
| 4.     | More...                         | Nicola Sirkis | Dominique Nicolas                  | 6:32   |        |        |        |        |        |
| 5.     | Canary Bay                      | Nicola Sirkis | Dominique Nicolas                  | 7:22   |        |        |        |        |        |
| 6.     | Des Fleurs Pour Salinger        | Nicola Sirkis | Dominique Nicolas                  | 2:22   |        |        |        |        |        |
| 30:39  |                                 |               |                                    |        |        |        |        |        |        |